# Savudrija

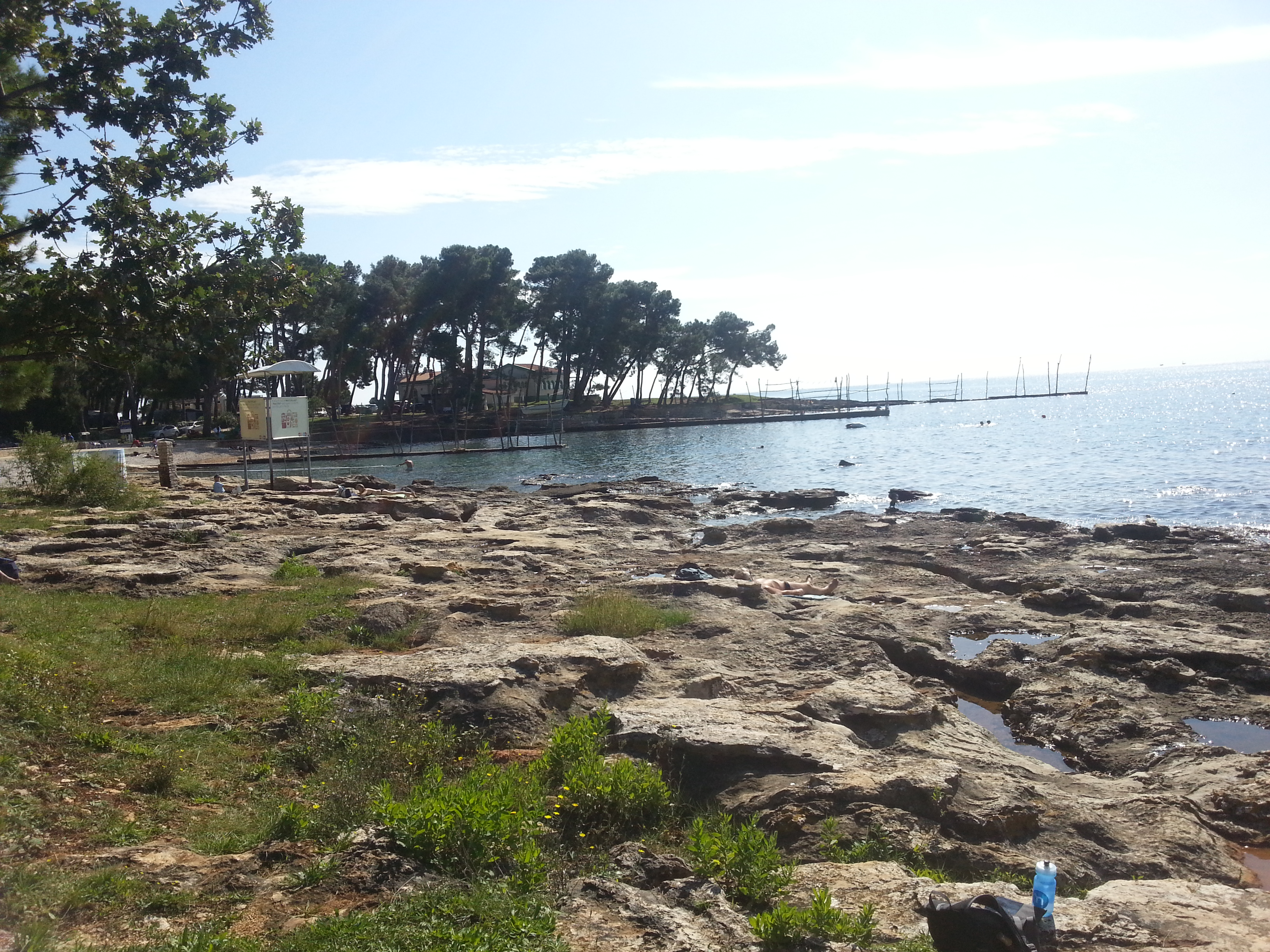
Kamenité pobřeží u Savudrije

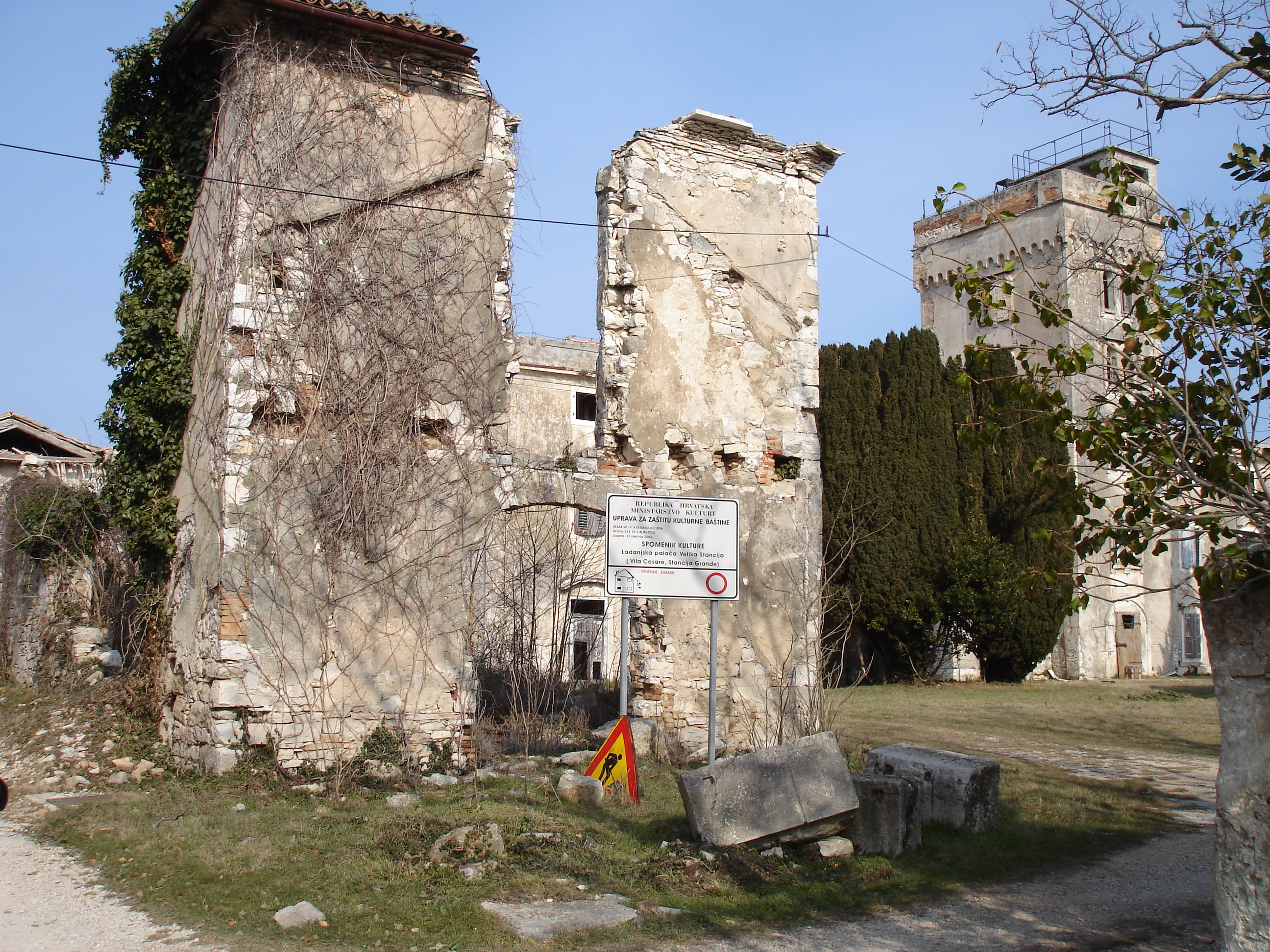
Velika Stancija

Savudrija (italsky Salvore) je vesnice v Chorvatsku v Istrijské župě, spadající pod opčinu města Umag, ležící blízko slovinských hranic. Od Umagu se nachází asi 7 km severně. V roce 2001 zde žilo 241 obyvatel a nacházelo se zde 101 domů. V roce 2011 zde žilo 253 obyvatel. Jedná se o nejsevernější přímořské sídlo Chorvatska.
Ve vesnici se nachází zřícenina hradu Velika Stancija. Nacházejí se zde i rozlehlé kamenité pláže.
Vesnice leží na silnici D75. Skládá se z hlavní části Savudrija a pěti malých, nesamostatných osad: Borozija,Frančeskija, Ravna Dolina, Velika Stancija a Volparija. Poblíže se nacházejí vesnice Crveni Vrh, Bašanija, Zambratija, Katoro, Monterol a opuštěná vesnice Kanegra.
Vesnice se nachází u Terstského zálivu.